# 윈저 아레나
윈저 아레나(영어: Windsor Arena)은 캐나다 온타리오주 윈저에 위치한 실내 경기장이다. 과거 NHL 디트로이트 쿠커스와 IHL 윈저 고트프레드슨즈, 윈저 스태퍼즈, 윈저 라이언 크리즈, 윈저 스핏파이어스, 윈저 헤트케 스핏파이어스, 윈저 불독스의 홈경기장으로 사용했다.